# Fondazione Juminkeko
La Fondazione Juminkeko (o semplicemente Juminkeko) è un'organizzazione culturale finlandese con sede a Kuhmo, ove gestisce il centro informazioni dedicato al Kalevala e alla cultura careliana. Il complesso sede della fondazione è stato progettato dagli architetti finlandesi Mikko Heikkinen e Markku Komonen.

## Attività
La Fondazione promuove la conservazione del patrimonio culturale tradizionale connesso al Kalevala, e gli scambi culturali tra Finlandia e Repubblica di Carelia. La Fondazione organizza mostre e altri eventi a Kuhmo e in altre parti della Finlandia e della Carelia. Tra le sue attività si annoverano anche l’editoria, la raccolta e l’archiviazione di materiale tradizionale e l’intervento di rivitalizzazione dei  cosiddetti villaggi poetici di Viena, famosi per la tradizione di poesia popolare cantata. Juminkeko funge inoltre da centro culturale nazionale per i bambini nell’ambito delle tradizioni popolari.
La Fondazione Juminkeko organizza viaggi di ricerca nella Repubblica di Carelia in compagnia di esperti e ricercatori di tradizioni popolari. Tra i suoi partner figurano l’archivio di poesia popolare della Società di Letteratura Finlandese (SKS), la Società del Kalevala (Kalevalaseura) nonché l’Istituto di Lingua, Letteratura e Storia del Centro Scientifico di Carelia che fa parte all’Accademia russa delle Scienze.
Per le sue attività di base, la Fondazione riceve sovvenzioni dal Ministero dell’Istruzione e della Cultura. Il resto dei fondi proviene da molteplici progetti: progetti dell’UE, progetti per la cooperazione nelle aree limitrofe, progetti sponsorizzati dal Fondo Culturale di Finlandia, ecc.

## Rivitalizzazione dei villaggi poetici di Viena
Dal 1990, la Fondazione Juminkeko collabora con la Fondazione Arhippa Perttunen attiva nella Repubblica di Carelia per la rivitalizzazione dei villaggi poetici di Viena. Questo progetto della durata di 30 anni mira a preservare la cultura della Carelia di Viena. Nel 1993, il progetto di rivitalizzazione è stato riconosciuto dall’UNESCO come parte integrante del Decennio Mondiale dello Sviluppo Culturale. Dal 1996 al 2001, la World Monuments Watch ha accolto la richiesta della Fondazione d’inserire nella lista dei 100 beni culturali più a rischio al mondo il villaggio careliano di Panozero, che nel 2005 ha ricevuto la medaglia Europa Nostra, il più alto premio europeo per la salvaguardia del patrimonio culturale.